# 溪口永安桥
溪口永安桥，位于中国福建省柘荣县乍洋乡溪口村，永安桥是横跨于玉山溪上的半圆石拱桥，总长36.22米、宽5.23米，石拱净跨达23.76米，高11.82米，是华东地区现存单孔跨度最大的半圆石拱桥之一。北侧桥头八石碑，记录了溪口村历史上庆安、资寿、同安、长安、永安等五桥捐资、建造的过程。附属文物有村东凤里溪上的2条石碇步、2座石梁柱桥等。2009年11月16日公布为第七批福建省文物保护单位。